# 알비온

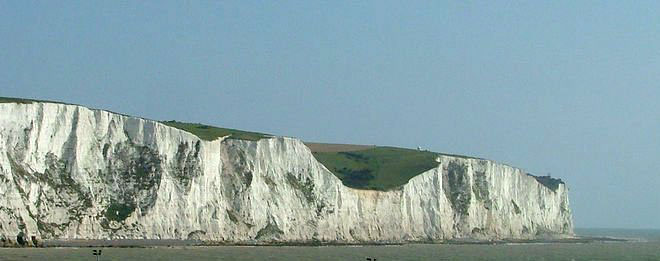
도버 백악절벽

알비온(라틴어: Albion)은 그레이트브리튼섬을 지칭하는 명칭들 가운데 가장 오래된 것으로 알려져 있다. 오늘날에도 여전히 그레이트 브리튼 섬 또는 잉글랜드 자체를 시적인 의미로 부를 때에 이따금 사용하고 있으며, 스코틀랜드 게일어인 Alba에 어간을 두고 있다.

## 어원
골-라틴어 Albiōn (중세 아일랜드어 Albbu)의 기원은 고대 켈트어 어간 *Alb-i̯en-에 있다. 아마도 Alpes와 같은 다른 지명들처럼 “하얀색”이라는 뜻의 인도유럽조어 어간 *albh-에 파생하였거나 (또한 웨일스어로 “세계”를 뜻하는 elfydd와 독일어 Elves에도 근거를 두고 있음) 인도-유럽어 공통조어가 생겨나기 이전의 단어일 것으로 여겨진다.
알비온을 Weissland (“하얀 땅”)으로 주저하지 않고 번역한 알프레드 홀더의 Alt-Keltischer Sprachschatz (1896)나 도버 백악절벽과 관련해서, 로마인들이 이 단어를 받아들여 albus (하얀색)라는 말이 생긴 것이 아닐까 하는 가설이 제기되었다.

## 증거
AD 4세기 말엽에 아비에누스가 번역한 옛날(BC 6세기) 서기 페리플루스의 저서 《Massaliote Periplus》에서는 “브리타니아” (Britannia)라는 이름이 등장하지 않는다. 대신에 Ierni와 Albiones의 섬들이란 뜻의 nesos 'Iernon kai 'Albionon이라고 언급하고 있다. 마찬가지로 마살리아의 퓌티아스(BC 320년경)도 알비온(Albion)과 아이린 (Ierne)이라고 불렀다. 그러나 툴레를 비롯한 서쪽에 있는 모든 섬들을 한데 묶어서 “νῆσος Πρεττανική” (브리튼 섬)이라고 부르는 점을 보았을 때, 퓌티아스의 말은 정확력이 다소 떨어진다고 볼 수 있다.
AD 1세기에 이르러, 이 이름은 명확하게 그레이트 브리튼 섬만을 지칭하게 되었다. 아리스토텔레스 학파의 《De mundo》(393b)를 보면 다음과 같은 구절이 있다:
Ἐν τούτῳ γε μὴν νῆσοι μέγισται τυγχάνουσιν οὖσαι δύο, Βρεττανικαὶ λεγόμεναι, Ἀλβίων καὶ Ἰέρνη
“그들은 브리튼 제도라고 불리는 알비온과 아이린 두 거대한 섬들에 도달하였다.”
로마 박물학자 대플리니우스의 저서 《박물지》에도 이와 비슷한 구절이 있다:
“우리가 그곳에 있는 모든 섬들을 통틀어 간단히 브리타니아라고 부르지만, 정작 그곳에는 일찌감치 알비온이라는 이름이 있다.”